# Ticimul (Chankom)

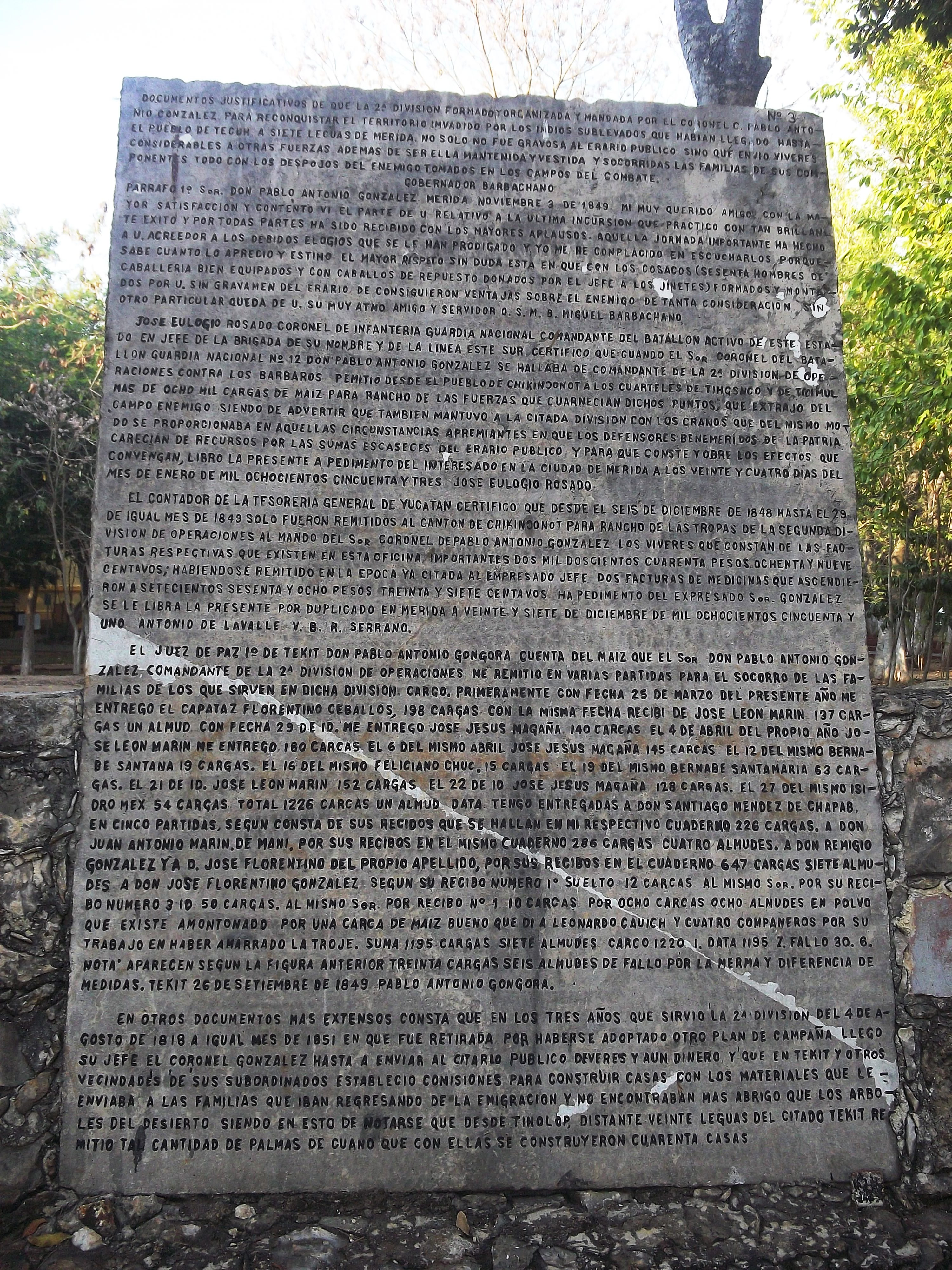
Piedra grabada que narra un episodio de la Guerra de Castas ocurrido en Ticimul.

Ticimul (se pronuncia Tikimul) es una pequeña localidad ubicada en el municipio de Chankom, Yucatán, México. La población se encuentra 22 km al sureste de Chichén Itzá y 6 km al noroeste de Chankom, cabecera municipal.

## Población
Según el censo realizado por el INEGI en 2010, la población total era de 726 habitantes.

## Arqueología
Existen en Ticimul yacimientos arqueológicos mayas precolombinos cuya construcción ha sido vinculada con la época del florecimiento de Chichén Itzá.